# Guinea Equatoriale ai Giochi della XXVIII Olimpiade
La Guinea Equatoriale partecipò ai Giochi della XXVIII Olimpiade, svoltisi ad Atene, Grecia, dal 13 al 29 agosto 2004, con una delegazione di 2 atleti impegnati in una disciplina.

## Risultati

### Atletica leggera
| Q | Qualificato al turno successivo per la posizione in qualificazione                                                           |
| q | Qualificato per il turno successivo per ripescaggio o, negli eventi su campo, conquistando la misura minima per qualificarsi |

Maschile
Eventi su pista e strada
| Atleta         | Evento       | Batteria  | Batteria   | Semifinale      | Semifinale      | Finale          | Finale          |
| Atleta         | Evento       | Risultato | Classifica | Risultato       | Classifica      | Risultato       | Classifica      |
| -------------- | ------------ | --------- | ---------- | --------------- | --------------- | --------------- | --------------- |
| Roberto Mandje | 1500 m piani | 4'03"37   | 12º        | non qualificato | non qualificato | non qualificato | non qualificato |
| Roberto Mandje | 3000 m siepi | dns       | -          | N/D             | N/D             | non qualificato | non qualificato |

Femminile
Eventi su pista e strada
| Atleta            | Evento      | Batteria  | Batteria   | Semifinale      | Semifinale      | Finale          | Finale          |
| Atleta            | Evento      | Risultato | Classifica | Risultato       | Classifica      | Risultato       | Classifica      |
| ----------------- | ----------- | --------- | ---------- | --------------- | --------------- | --------------- | --------------- |
| Emilia Mikue Ondo | 800 m piani | 2'22"88   | 7ª         | non qualificata | non qualificata | non qualificata | non qualificata |